# 亞布盧涅韋 (涅任區)
51°6′6″N 31°53′56″E / 51.10167°N 31.89889°E
亞布盧涅韋（烏克蘭語：Яблуневе），是烏克蘭北部的村莊，隸屬切爾尼希夫州的尼任區。該村始建於1964年，面積0.27平方公里，海拔高度128米，2001年人口284，人口密度每平方公里1,067.7人。